# Ryttarlicens
Ryttarlicens är en licens som utfärdas av Svenska Ridsportförbundet och som krävs för deltagande av tävlingar inom ridsport i Sverige. Ryttarlicensen krävs även i lokala tävlingar, och fungerar som identitetskort, försäkring och som bevis för att ryttaren är medveten om reglerna under tävlingen och vad som gäller på tävlingsplatsen.

## Att lösa licens
För att lösa ryttarlicens krävs det att man har så kallat "grönt kort", vilket kan sägas vara ett slags "körkort" som kräver att man genomför teoretiskt och praktiskt prov. Den gröna kortet kan tas lokalt i den klubb som ryttaren är medlem i. Kraven för grönt kort är att lära sig att hitta i Tävlingsreglementet, TR, och samtidigt lära sig vilken utrustning som gäller för häst och ryttare på en tävlingsplats samt andra viktiga regler under tävlingssammanhang.
För att få ryttarlicens krävs att en ansökan fylls i och att en avgift betalas. Ridsportförbundet skickar därefter en licensbricka hem till ryttaren med ett licensnummer som ryttaren får behålla genom hela sin tävlingskarriär. Varje år behöver man däremot betala en avgift för att förnya licensen, vilket därmed skiljer licensen från det gröna kortet.

## Olika licenser
Det finns ett par olika licenser man kan lösa ut beroende på ryttarens ålder och vilken status tävlingarna man deltar i har. Även priset varierar, från cirka 150 kronor till runt 1 000 kronor.
- Juniorlicens – gäller för tävlande på både ponny och häst samt för alla typer av tävlingar till och med elitnivå samt internationella tävlingar. Juniorlicensen gäller tills man har fyllt 18 år.
- Senior – gäller från lokal till och med elitnivå för dem över 18 år.
- Lokallicens – gäller för lokaltävlingar, lektionsryttare, handikapptävlingar och galoppnoviser. Lektionsryttare på lektionshäst kan rida på lokallicens upp till och med nationell tävling.
- Licens guld – ska lösas av alla ryttare tillhörande landslaget i hästhoppning, dressyr och fälttävlan, samt de ryttare som gör två eller fler internationella tävlingar per år. Detta gäller dock inte juniorer med juniorlicens då de får tävla även internationellt med sin licens.
- Gästlicens – för att utländska ryttare ska kunna tävla i Sverige. Gästlicensen ínfördes den 1 januari 2003 och kräver att den utländske ryttaren har ett godkännande från det egna landets ridsportförening.
- Groomlicens - vid körtävlingar är groomen försäkrad på travkuskens licens, vilket gäller sen 1 januari 2003. Kusken måste lämna groomens personnummer med alla tio siffror vid startanmälan i tävlingens sekretariat för att försäkringen ska gälla.